# 蒸汽巡航舰

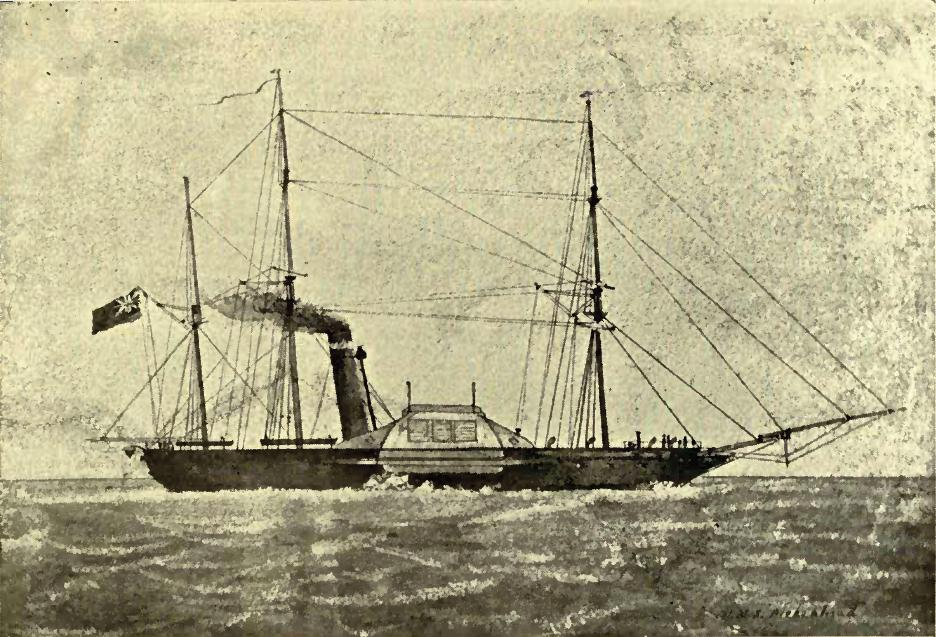
英国皇家海军“伯肯黑德”号开建时计划为蒸汽巡航舰，但在1845年建成之前因螺旋桨推进技术的普及而失去技术优势。

蒸汽巡航舰（Steam frigate）、蒸汽护航舰（Steam sloop）、蒸汽炮艇（steam gunboat）以及蒸汽纵帆船（steam schooner）和机动巡航舰（screw frigate）蒸汽护卫舰（steam corvette）等都是蒸汽动力军舰。最初这些舰只都是明轮船，并不是为了在战列线中作战用而设计的。后来，螺旋桨推进的发明使得传统的巡航舰、轻型巡航舰、单桅帆船和炮艇都可以建造成螺旋桨驱动的形式。

## 演变
美国人罗伯特·富尔顿早在1803年就向法兰西共和国执政官提议建造蒸汽动力舰船。但第一艘蒸汽船直到十多年后才出现，也就是“萨凡纳”号。这艘三桅商用郵政蒸汽船总吨位达320吨，额外安装了90马力的蒸汽机和明轮装置。在蒸汽动力下，“萨凡纳”号在平静海况下航速可达4节。1819年，“萨凡纳”号载着32名乘客沿萨凡纳-利物浦航线横渡大西洋，耗时27.5天。作为对比，1836年的帆船邮务船“钻石”号从利物浦到纽约整整耗时100天。不过由于船上煤炭储备极其有限，“萨凡纳”号在此次航程中蒸汽机仅运行了85小时，其余时间完全依靠帆力航行。

### 最早的蒸汽动力军舰
第一艘可以被视为蒸汽军舰的小型舰船是美国海军于1815年下水的“达摩罗格斯”号。从19世纪20年代初开始，英国海军开始建造一些小型蒸汽军舰，其中包括武装拖船“彗星”号和“猴”号。到19世纪30年代，美国、俄罗斯和法国海军等都开始试验蒸汽动力军舰。希腊单桅风帆军舰“卡特里亚”号（Καρτερία，希腊语意为“坚韧”）是历史上第一艘用于作战行动的蒸汽动力军舰。它是在1825年希腊独立战争期间由英国一家造船厂为爆发革命的希腊海军建造的，建造者前皇家海军军官是弗兰克·阿布尼·黑斯廷斯上校。
大口径火炮安装在蒸汽护航舰的首尾两端，为此这些舰船的舰体被建造得比普通帆船和普通蒸汽船更加坚固（不可避免地也更笨重），且船体线型更为丰满（导致航行性能下降）。设计师未能成功使蒸汽护航舰同时成为完全意义上的蒸汽船和帆船。这类舰船存在帆装面积不足的问题，而由于当时蒸汽机体积庞大，往往无法通过调整主桅（中央桅杆）位置来确保重心处于正确位置。明轮、传动轴、连杆以及锅炉上部都位于水线以上，因此在战斗中容易遭受敌方炮弹破坏。当遭遇风暴天气或剧烈横摇时，明轮会交替改变入水深度，导致其作为推进器的效率降低。
法国和英国是两个发展出最大规模机动巡航舰队的国家：英国在1840年至1860年间建造了28艘此类舰船，而法国在同一时期建造了16艘。此外还有俄罗斯9艘、意大利同等数量、美国7艘、西班牙6艘（到1865年增至13艘）、普鲁士4艘以及奥地利3艘。 

### 巡航舰的分级
巡航舰和轻型巡航舰都是“舰”。对于一艘被称为“舰”的舰只来说，它必须有完整的索具，例如三根桅杆上的方形帆具。在此基础上，舰分为：战列舰（Ship of the line）、巡航舰（Frigate）、轻型巡航舰（Corvette）以及大型护航舰（Sloop）。
被认定是巡航舰的上限标准是舰只仅有一层带顶盖封闭的火炮甲板。若舰只拥有两层有顶盖的火炮甲板，则不再属于巡航舰，而是主力舰。在19世纪初期曾出现了一个混淆情况，此时大多数大型舰只的前甲板和后甲板连接在一起，形成了完整的上层甲板，但这类舰只仍被视作巡航舰。被认为是巡航舰的下限标准是其火炮甲板必须是设有顶盖的。如果舰只仅有一层开放的炮甲板，则被视为“轻型巡航舰构造”（corvette build）。

## 明轮巡航舰
明轮巡航舰曾广泛活跃在鸦片战争、美墨战争、克里米亚战争和美国内战期间被广泛使用。一个意想不到的优点是，由于没有舷侧炮，它们拥有非常宽敞的甲板。再加上不受逆风影响的特性，使它们成为大规模运送部队的理想选择。到1870年，大多数蒸汽桨轮巡航舰已被拆解或出售给民用业务。
与纯粹的风帆巡航舰相比，明轮巡航舰的武器装备存在明显劣势。由于轮机设备和明轮占用了空间，桨帆巡航舰无法配备传统的全舷侧炮组。这些船只所搭载的轮机和煤炭的重量或许是一个更为严峻的问题，这意味着设计者不得不限制包括火炮在内的所有其他“货物”的重量。

### 英国皇家海军
到1840年，皇家海军已委托建造两艘蒸汽明轮巡航舰。“戈尔贡”号和稍大一些的“独眼巨人”号的建造目的是在其炮甲板上配备一套完整的炮台，并在其上层甲板上配备枪支。然而，由于“戈尔贡”号吃水过深，其炮口必须被永久关闭。“独眼巨人”号原设计在主甲板上搭载16门32磅炮，但这些火炮最终都无法安装。 因此，两艘船都未能成为真正的巡航舰，但仍然非常成功。“独眼巨人”号后来成为六艘同类蒸汽巡航舰的设计模板。1844年5月31日，海军部正式采用了“蒸汽巡航舰”（Steam frigate）这一术语。除“戈尔贡”号成为单桅纵帆船外，所有这些船都变成了二等蒸汽（明轮）巡航舰。 
“独眼巨人”号被归类为“蒸汽巡航舰”令人惊讶：其帆装为双桅帆（仅两根桅杆），且所有火炮都布置在上层甲板。不过其他方面解释了这一分类。“独眼巨人”号由一名舰长指挥，并且至少在设计上计划拥有“完整的”封闭式火炮甲板。其175人的船员编制属于精简配置。按每两门32磅炮配备13人计算，其设计满编人员应为175 +（8×13）=284人，几乎与一艘五级巡航舰相当。将“独眼巨人”号列为巡航舰的另一个原因是，其1190英制吨的吨位与塞林伽巴丹级等五级巡航舰（1150英制吨）相当。由于英国皇家海军缺乏巡航舰类别，原本可能将其列为单桅纵帆船，但即便装备全帆装的单桅纵帆船，吨位也远不及它。当英国皇家海军开始使用“轻型巡航舰”（Corvette）这一称谓时，“独眼巨人”号及其六艘姊妹舰在19世纪50年代被重新归类为轻型巡航舰。 
1844年，英国海军部还划分出了一等蒸汽巡航舰，这类蒸汽巡航舰在两层甲板上配备火炮。从尺寸上看，“一等”蒸汽巡航舰可与常规的四级风帆巡航舰相媲美，在武器装备方面也接近后者。其中首舰是1843年服役的明轮蒸汽船“佩内洛普”号。该舰原本是1829年下水的风帆巡航舰“佩内洛普”号。1842年，其舰体被延长了63英尺，并安装了当时海军中最大的蒸汽发动机，功率近700马力。该舰编制330人，主甲板装备10门68磅炮，在艏楼和艉楼甲板配备两门85英担枢轴炮、10门42磅卡隆炮和4门榴弹炮。

### 美国海军
美国首批蒸汽巡航舰为美国海军“密西西比”号（1841年）和“密苏里”号（1841年）。这两艘大型蒸汽明轮巡航舰分别于1841年和1842年服役，排水量均为3220吨，各装备10门大型佩克桑炮。到1850年，美国蒸汽明轮船开始分级：“密西西比”号被定为蒸汽巡航舰，同属该级别的还有“萨斯奎哈纳”号（1850年）和“波瓦坦”号（1850年）——两舰各配备9门重炮，以及“圣哈辛托”号（1850年）和“萨拉纳克”号（1848年）——两舰各装备6门重炮。次一级别为“一等蒸汽船”，包括“富尔顿”号、美国海军“密歇根”号（1843年）和“阿勒格尼”号（1847年）。另有7艘蒸汽船被列为“低于一等”。

### 法国海军
法国海军第一艘实用的蒸汽舰是160马力、排水量913吨的“斯芬克斯”号。它于1830年参加了对阿尔及尔的入侵。虽然它作为军舰并不十分有效，但在维持与阿尔及利亚的通讯方面却非常有用。随后的行动对频繁和可靠的通讯需求巨大，因此法国海军建造了二十多艘以“斯芬克斯”号为原型的船只。但其副作用则是法国的蒸汽船工业陷入了停滞。
后来，法国政府希望建立通往纽约、西印度群岛和巴西的邮轮航线。法国海军则希望拥有配备重炮的大型蒸汽巡航舰。1840年，这些构想在一项法案中得以结合——该法案批准拨款2840万法郎，用于建造14艘450马力和4艘220马力的舰船。为该航线建造的巡航舰很快被证明无法与丘纳德航运公司的船只匹敌。一项将其中4艘租借给商业公司的计划不久后便宣告失败。“戈默”号是这些大型巡航舰中的首舰，它的出现引起了不小的轰动。该舰垂线间长70.5米，宽12.7米，排水量约2800吨。试航时，其主甲板装备20门30磅炮，上层甲板配备2门22厘米炮和2门16厘米炮，编制人员300人。然而在实际使用中，这些火炮远超“戈默”号的承载能力，最终不得不削减至2门80磅炮和6门30磅炮。

## 机动巡航舰
机动巡航舰保留了完整的帆装设计，这不仅是出于保守主义。主要原因是全球范围内煤炭供应不足，这对于经常在遥远地区独立执行任务的巡航舰而言尤为重要。早期蒸汽机可靠性不足也是其至少保留部分帆装的一个原因。而帆装存在的一个常被忽视的原因则是煤炭成本——1848年，风帆巡航舰“忒提斯”号的每日运营成本估计为64英镑，同吨位武装的“恐怖”号每日运营成本估计为88英镑，但后者尚未计入煤炭成本（据估算，每小时蒸汽动力消耗的煤炭成本为4英镑5先令）。

### 英国皇家海军
当英国皇家海军推出其首艘机动巡航舰“安菲昂”号时，已服役两艘螺旋桨单桅帆船。1843年下水的9炮单桅帆船“响尾蛇”号由伊桑巴德·金德姆·布鲁内尔设计，其特色在于先进的双叶螺旋桨——这一设计影响了他后期的客运蒸汽船“大不列颠”号。
布鲁内尔发明的改进型螺旋桨还使维多利亚时代的英国皇家海军得以延长过时风帆战列舰的使用寿命。首批于1812年战争期间服役的“幽冥”号和“惊恐”号，在1845年为富兰克林探险队加装了蒸汽机车锅炉。后来，明轮单桅帆船“凤凰”号被改造为螺旋桨动力，以服役于克里米亚战争。

### 法国海军
1842年的“波莫纳”号是法国首艘机动巡航舰。该舰舰长52米、宽13.5米，其帆装设计基于46炮巡航舰并略作改动。火炮配置方面，炮甲板搭载18门30磅炮，上层甲板配备8门80磅炮及8门其他火炮。“波莫纳”号的发动机功率为220马力，单靠蒸汽动力时航速7.5节，若同时使用帆装与蒸汽动力，航速可达10.5节。不过在顺风航行时，仅依靠风帆动力即可达到12节航速。
法国海军随后建造了“伊斯利”号，改装了多艘风帆护卫舰，并成功建造了一系列轻型护卫舰。1852年，法国启动了一批一级护卫舰的建造计划。由亨利·迪皮伊·德·洛梅设计的“欧仁妮皇后级”共有5艘该级舰建成，而“苏韦雷纳”号则由乔治·巴蒂斯特·弗朗索瓦·阿利克斯设计。这些舰船平均排水量达3800吨，试航时航速可达12节。

### 俄国海军
1853年克里米亚战争爆发时，俄罗斯帝国海军仅拥有16艘蒸汽护卫舰：其中波罗的海舰队配备9艘（均为明轮式，主要为俄国本土建造），黑海舰队配备7艘（均为英国建造的明轮式；1834-1851年间担任黑海舰队及黑海港口总指挥的米哈伊爾·拉扎列夫海军上将曾请求尼古拉一世陛下为黑海舰队向英国订购机动巡航舰，但遭拒绝）。1850年代初，两舰队终于各自开工建造两艘机动巡航舰（波罗的海舰队还同时建造两艘明轮蒸汽护卫舰），但直至1853-1856年战争爆发时，这些舰船无一完工。虽然1848年波罗的海舰队接收了首艘国产机动巡航舰“阿基米德”号（需注意与1838年建造的英国沿海蒸汽船“阿基米德”号区分），但该舰已于1850年秋季在丹麦博恩霍尔姆岛附近海域失事。因此1851年为波罗的海舰队开工建造、1854年夏季服役的44门炮机动巡航舰“波尔坎”号，在整个克里米亚战争期间始终是俄罗斯帝国海军唯一的机动巡航舰。

## 脚注

### 引文
1. 1 2  张黎源 (2020)，第160頁.
2. ↑  张黎源 (2020)，第35頁.
3. ↑  何志刚 & 袁随善 (1995)，第1873頁.
4. ↑  马幼垣 (2013)，第670頁.
5. ↑  顾慧丽 (1998)，第248頁.
6. ↑  Исанина (2002).
7. ↑  Хельмут (1976)，第156頁.
8. ↑  Белкин (1990)，第14頁.
9. ↑  Нойкирхен (1977)，第111頁.
10. ↑  李昊 (2019)，第80頁.
11. ↑  Sandler (2004)，第16頁.
12. 1 2  李昊 (2019)，第84頁.
13. ↑  Sondhaus (2012)，第21頁.
14. ↑  Ransom (2012)，第48頁.
15. ↑  Sondhaus (2012)，第20頁.
16. 1 2 3  李昊 (2019)，第85頁.
17. ↑  李昊 (2019)，第108頁.
18. 1 2  Quarstein (2007)，第1834頁.
19. ↑  .   [2016-08-20]. （原始内容存档于2016-09-21）.
20. 1 2  .   [2016-08-20]. （原始内容存档于2016-08-22）.
21. ↑  Залесский (1987)，第9-10頁.
22. 1 2  Osborne (2004)，第21頁.
23. ↑  Lledó (1998)，第42頁.
24. ↑  李昊 (2019)，第导言 11頁.
25. 1 2 3 4  张黎源 (2020)，第159頁.
26. 1 2 3  陈悦 (2016)，第178頁.
27. 1 2 3 4  Winfield (2014)，第305頁.
28. ↑  Norman (2012)，第52頁.
29. ↑  Norman (2012)，第54頁.
30. ↑  Dudley (2017)，第22頁.
31. ↑  Sozaev & Tredrea (2010)，第424頁.
32. ↑  Tucker (2010)，第324頁.
33. ↑  Ministère (1874)，第456頁.
34. ↑  Grove (2017)，第16頁.
35. 1 2  Winfield (2014)，第304頁.
36. ↑  Winfield (2014)，第311頁.
37. ↑  Colburn (1840)，第545頁.
38. ↑  Liverpool (1851)，No. 13, p. 3.
39. ↑  Reports (1848)，第904頁.
40. ↑  Force (1843)，第I-629頁.
41. ↑  William Quereau Force (1843)，第629頁.
42. ↑  United States Navy Department (1842)，第56頁.
43. 1 2  United States Navy Department (1842)，第116頁.
44. ↑  Joinville (1844)，第26頁，Appendice, Annexe A.
45. ↑  Bureau de la Revue (1858)，第109頁.
46. ↑  李昊 (2019)，第226頁.
47. ↑  Hulst van Keulen (1843)，第820頁.
48. ↑  Joinville (1844)，第23頁，Appendice, Annexe A.
49. ↑  Robertson (1850)，第286頁.
50. ↑  . SS Great Britain.   [2025-07-28]. （原始内容存档于2025-06-16） （英语）.
51. ↑  . www.pdavis.nl.   [2025-07-28]. （原始内容存档于2025-01-27）.
52. ↑  Watson (2016).
53. ↑  Dislere (1875)，第19頁.
54. ↑  张黎源 (2020)，第165頁.
55. ↑  Dislere (1875)，第22頁.
56. 1 2  .   [2016-09-01]. （原始内容存档于2016-10-12）.
57. 1 2  Чернавин (1990)，第305頁.
58. ↑  Бескровный (1974)，第228頁.

## 网络来源
- Paul Watson. . The Guardian. 2016-09-12.
- Н.Н.Исанина. . 2002  [2016-08-22]. （原始内容存档于2016-09-15）.